# Nivelle (fiume)
La Nivelle (Undazuri o Ur Ertsi in lingua basca) è un fiume che nasce in Spagna, nella catena dei Pirenei, e sfocia nell'Atlantico, in Francia. Il suo percorso è di circa 45 km, di cui 41,1 km in territorio francese.
Esso nasce dalla confluenza di una serie di piccoli corsi d'acqua sopra Urdazubi, in Navarra, attraversa un villaggio di nome Ugarana ed attraversa il confine franco-spagnolo presso Dantxarinea. Attraversa quindi i territori di Amotz (Saint-Pée-sur-Nivelle) ed Ascain per poi sfociare in Atlantico nella baia di Saint-Jean-de-Luz.

## Principali affluenti

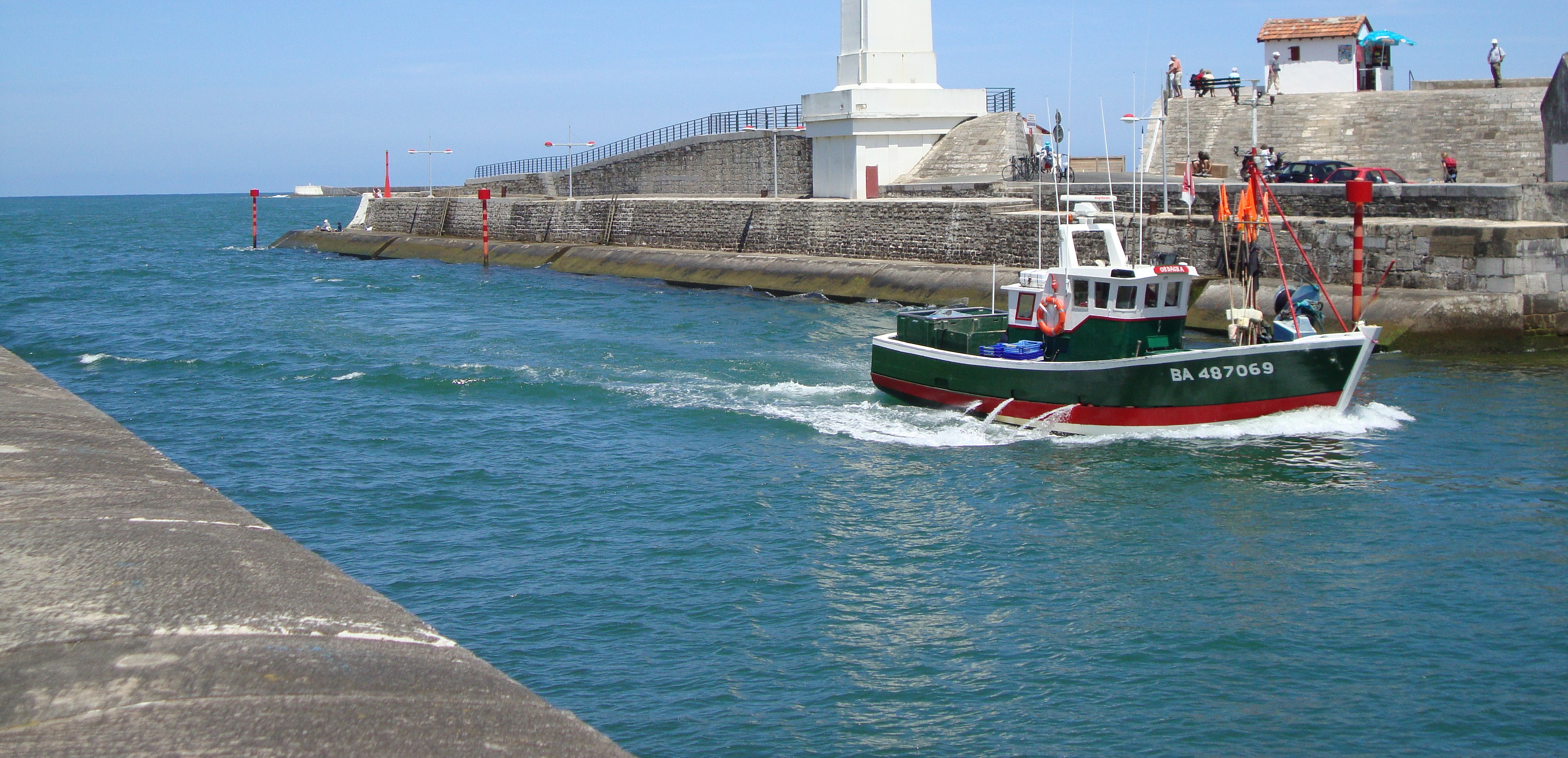
Estuario de la Nivelle; Ciboure alla sinistra, St.Jean-de-Luz alla destra

Ripartiti secondo le tre zone idrografiche "a monte", "intermedia" e "a valle", i suoi affluenti principali sono (dx= alla destra orografica, sx=alla sinistra orografica; acanto le rispettive lunghezze):
zona a monte
- Ugarana
- (dx) Lapitzxuri, 8 km
- (dx) Opalazioko erreka ou Armaiako erreka, 6.5 km, dal colle di Pinodieta e Ainhoa

zona intermédia
- (sx) Lizuniagako erreka, 10.6 km, dal colle eponimo.
- (dx) Xuhailko erreka, 3.3 km sul comune di Saint-Pée-sur-Nivelle
- (sx) Tontoloko erreka, 3.1 km, da Amotz
- (dx) Amezpetuko erreka, 7.3 km, attraverso il lago di Saint-Pée.
- (sx) Uzkaingo erreka, 4.6 km, da Suhalmendi
- (sx) Arraioko erreka, 4.1 km che delimita Ascain ad est
- (sx) Galardiko erreka

zona a valle
- (sx) Ibardingo erreka, 9.1 km, del col d'Ibardin
- (dx) Izaka, 3.3 km a Saint-Jean-de-Luz

## Comuni attraversati
- Spagna
  - Urdazubi
- Francia
  - Ainhoa
  - Saint-Pée-sur-Nivelle
  - Ascain
  - Ciboure
  - Saint-Jean-de-Luz